# Michael Waldstein
Michael Maria Waldstein (* 25. Oktober 1954 in Salzburg) ist ein österreichisch-amerikanischer römisch-katholischer Theologe.

## Leben
Michael Waldstein studierte Philosophie und Theologie am Thomas Aquinas College in Santa Paula bei Los Angeles, wo er 1977 den Bachelor of Arts erlangte, sowie anschließend in Dallas, am Päpstlichen Bibelinstitut in Rom und in Harvard. Er promovierte 1981 in Dallas mit einer Arbeit zur Theologie Hans Urs von Balthasars, erlangte 1984 das Lizenziat für Bibelwissenschaften in Rom und promovierte 1989 erneut in Neutestamentlichen Wissenschaften in Harvard über das Thema The Mission of Jesus in John: Probes into the Apocryphon of John and the Gospel of John. Von 1988 bis 1996 lehrte er als „Assistant Professor“ für Neues Testament an der University of Notre Dame in South Bend (Indiana), wo er 1996 tenuriert wurde.
Anschließend wirkte er am Internationalen Theologischen Institut für Studien zu Ehe und Familie (ITI) im österreichischen Gaming, das er als Gründungspräsident von 1996 bis 2006 leitete. Bis Sommer 2008 war er dort weiterhin „Senior Professor“ und lehrte Neues Testament. Von August 2008 bis Dezember 2017 war Waldstein „Max Seckler Professor of Theology“ an der Ave Maria University in Florida. Seit Anfang 2018 ist er als Bibelwissenschaftler an der Franciscan University of Steubenville im Bistum Steubenville tätig, wo er seit August 2018 wiederum als Professor für Neues Testament lehrt.
Ein Schwerpunkt seiner Vorlesungs- und Vortragstätigkeit ist neben bibelwissenschaftlichen Themen die von Papst Johannes Paul II. entwickelte „Theologie des Leibes“, deren Texte Waldstein 2006 unter Heranziehung polnischer Originalmanuskripte Wojtyłas in einer neu angeordneten und neu ins Englische übertragenen Fassung veröffentlichte. Er fand dabei heraus, dass die polnischen Manuskripte und nicht wie zuvor angenommen der italienische Text der „Mittwochskatechesen“ des Papstes als Originalfassung seiner Abhandlungen über die theologische Bedeutung der Sexualität des Menschen anzusehen sind.
Waldstein war seit 2003 Mitglied des 2016 im Rahmen der Kurienreform von Papst Franziskus aufgelösten Päpstlichen Rates für die Familie. 2011 wurde er von Papst Benedikt XVI. zum Mitglied der Päpstlichen Akademie des hl. Thomas von Aquin ernannt.
Michael Waldstein ist ein Sohn des österreichischen Rechtshistorikers Wolfgang Waldstein. Er ist verheiratet und hat acht Kinder. Einer seiner Söhne ist der rechtsgerichtete Theologe und Zisterziensermönch Edmund Waldstein aus dem Wiener Stift Heiligenkreuz, dem Verbindungen in die obersten Kreise der US-Politik um Vizepräsident J.D. Vance nachgesagt werden.

## Veröffentlichungen (Auswahl)
- Glory of the Logos in the Flesh. Saint John Paul’s Theology of the Body. Sapientia Press, Ave Maria 2021.
- Pope John Paul II’s personalist teaching and St. Thomas Aquinas: Disagreement or development of doctrine? Thomas Aquinas College, Santa Paula 2001.
- Als Herausgeber und Editor mit Frederik Wisse: The Apocryphon of John. Synopsis of Nag Hammadi Codices II,1; III,1 and IV,1, with Papyrus Berolinensis Gnosticus 8502,2 (= Nag Hammadi and Manichaean Studies, Band 33), Brill, Leiden 1995.
- Als Übersetzer: Johann Auer (1910–1989): The Church. The Universal Sacrament of Salvation (= Dogmatic Theology, Band 8). The Catholic University of America Press, Washington, D.C. 1993.
Original: Die Kirche, das allgemeine Heilssakrament (= Kleine Katholische Dogmatik, Band 8), Pustet, Regensburg 1986.